# Абу-Даби
А́бу-Да́би, вариант ударения Абу́-Да́би, также — А́бу-За́би (араб. أَبو ظَبِي‎ [ɐˈbuˈðˤɑbi]) — столица Объединённых Арабских Эмиратов и эмирата Абу-Даби. Политический, промышленный, торговый и культурный центр страны, его вклад в ВВП ОАЭ превышает 56 % (2008). Население города 1 483 000 жителей (2020).
В Абу-Даби находятся местные и федеральные правительственные учреждения, а также резиденция правительства Объединённых Арабских Эмиратов и Высшего нефтяного совета. В городе проживает президент ОАЭ, который является членом семьи Аль Нахайян. Быстрое развитие и урбанизация Абу-Даби в сочетании с огромными запасами и добычей нефти и газа, а также относительно высоким средним уровнем дохода его населения превратили город в крупный и развитый мегаполис. Сегодня город является центром политической и промышленной деятельности страны, а также крупным культурным и торговым центром из-за своего положения в качестве столицы. На Абу-Даби приходится около двух третей экономики ОАЭ общей стоимостью около 400 миллиардов долларов.

## Этимология
Название Абу-Даби переводится с арабского как «отец газели» (араб. أَبُو‎, абу — «отец», араб. ظَبْي‎, заби — «газель»). Считается, что это название появилось из-за обилия газелей в этом районе и народной сказки с участием Шахбута ибн Дияба Аль Нахайяна. Согласно легенде, арабы-охотники из оазиса Лива преследовали газель. Газель долго петляла по пустыне, а затем вывела охотников на берег Персидского залива, бросилась в воду и вброд перешла на остров. Охотники последовали за ней, и газель привела их к источнику с пресной водой. В благодарность охотники не убили газель, а основанное рядом с источником поселение назвали «отцом газели», что по-арабски звучит как Абу-Даби.

## История
В окрестностях Абу-Даби имеются археологические подтверждения существования на этом месте исторических цивилизаций, таких как культура Умм ан-Нар, которая датируется третьим тысячелетием до н. э. Другие поселения были также обнаружены за пределами современного города Абу-Даби, в том числе в восточных и западных районах эмирата.
Абу-Даби основан около 1760 года.
В XVIII веке Абу-Даби состоял из форта и рыбацких хижин, располагавшихся на берегу моря у крепостной стены. Основными занятиями жителей вплоть до середины XX века были рыболовство и добыча жемчуга.
В XIX веке, в результате договоров, заключённых между Великобританией и шейхами арабских государств Персидского залива, Британия обрела влияние в этом регионе. Основная цель британского интереса состояла в том, чтобы защитить торговый путь в Индию от пиратов, отсюда и более раннее название этого района — «Пиратский берег». После того, как пиратство было подавлено, в игру вступили другие соображения, такие как стратегическая необходимость британцев исключить другие державы из региона. После ухода из Индии в 1947 году британцы сохранили своё влияние в Абу-Даби, поскольку к этому времени возрос нефтяной потенциал Персидского залива.
В 1793 году поселение стало резиденцией шейхов (правителей) Абу-Даби.
Важнейшей вехой в истории развития города стал 1958 год, когда близ Абу-Даби были обнаружены первые крупные нефтяные месторождения. Город становится организующим центром нефтедобычи страны. Если в начале 1960-х годов Абу-Даби был маленьким рыбацким поселением, то спустя 30 лет он превратился в мегаполис с широкими проспектами и массивами небоскрёбов. Особенно интенсивный рост города начался в 1968 году, когда был принят пятилетний план развития; в 1971 году Абу-Даби стал временной столицей Объединённых Арабских Эмиратов. В 1996 году город получил статус постоянной столицы ОАЭ.

## География
Город находится на острове в юго-восточной части Персидского залива в четверти километра от материка. Остров связан с материком тремя автомобильными мостами (по состоянию на конец 2010).

### Климат
Климат тропический пустынный. Абу-Даби является одним из самых жарких городов мира. Осадков выпадает очень мало (около 50 мм в год), а температура летом может достигать 50 °C. В зимние периоды погода более прохладная. Самый тёплый месяц — август, средняя температура +35,2 °C. Сравнительно с климатом Дубая осадков выпадает ещё меньше, летние температуры ещё выше, а зимние чуть ниже.
| Показатель                    | Янв. | Фев. | Март | Апр. | Май  | Июнь | Июль | Авг. | Сен. | Окт. | Нояб. | Дек. | Год  |
| ----------------------------- | ---- | ---- | ---- | ---- | ---- | ---- | ---- | ---- | ---- | ---- | ----- | ---- | ---- |
| Абсолютный максимум, °C       | 34,3 | 38,1 | 43,0 | 44,7 | 46,9 | 48,5 | 48,7 | 49,2 | 47,7 | 42,8 | 37,7  | 33,4 | 49,2 |
| Средний суточный максимум, °C | 24,0 | 25,9 | 29,2 | 34,3 | 39,1 | 40,7 | 42,0 | 42,8 | 40,3 | 36,3 | 30,9  | 26,3 | 34,3 |
| Средняя температура, °C       | 18,5 | 20,0 | 22,8 | 26,9 | 31,1 | 32,9 | 34,8 | 35,2 | 32,6 | 29,0 | 24,7  | 20,6 | 27,4 |
| Средний суточный минимум, °C  | 13,4 | 14,9 | 17,2 | 20,4 | 24,0 | 26,1 | 28,9 | 29,6 | 26,7 | 22,8 | 18,8  | 15,3 | 21,5 |
| Абсолютный минимум, °C        | 5,0  | 5,4  | 8,4  | 11,2 | 15,0 | 19,8 | 22,2 | 23,8 | 19,9 | 14,6 | 10,5  | 7,3  | 5,0  |
| Норма осадков, мм             | 7,0  | 21,2 | 14,5 | 6,1  | 1,3  | 0,0  | 0,1  | 1,5  | 0,0  | 0,0  | 0,3   | 5,2  | 57,2 |
| Температура воды, °C          | 20   | 18   | 21   | 26   | 28   | 30   | 32   | 33   | 32   | 30   | 27    | 24   | 27   |
| Источник:                     |      |      |      |      |      |      |      |      |      |      |       |      |      |

## Транспорт

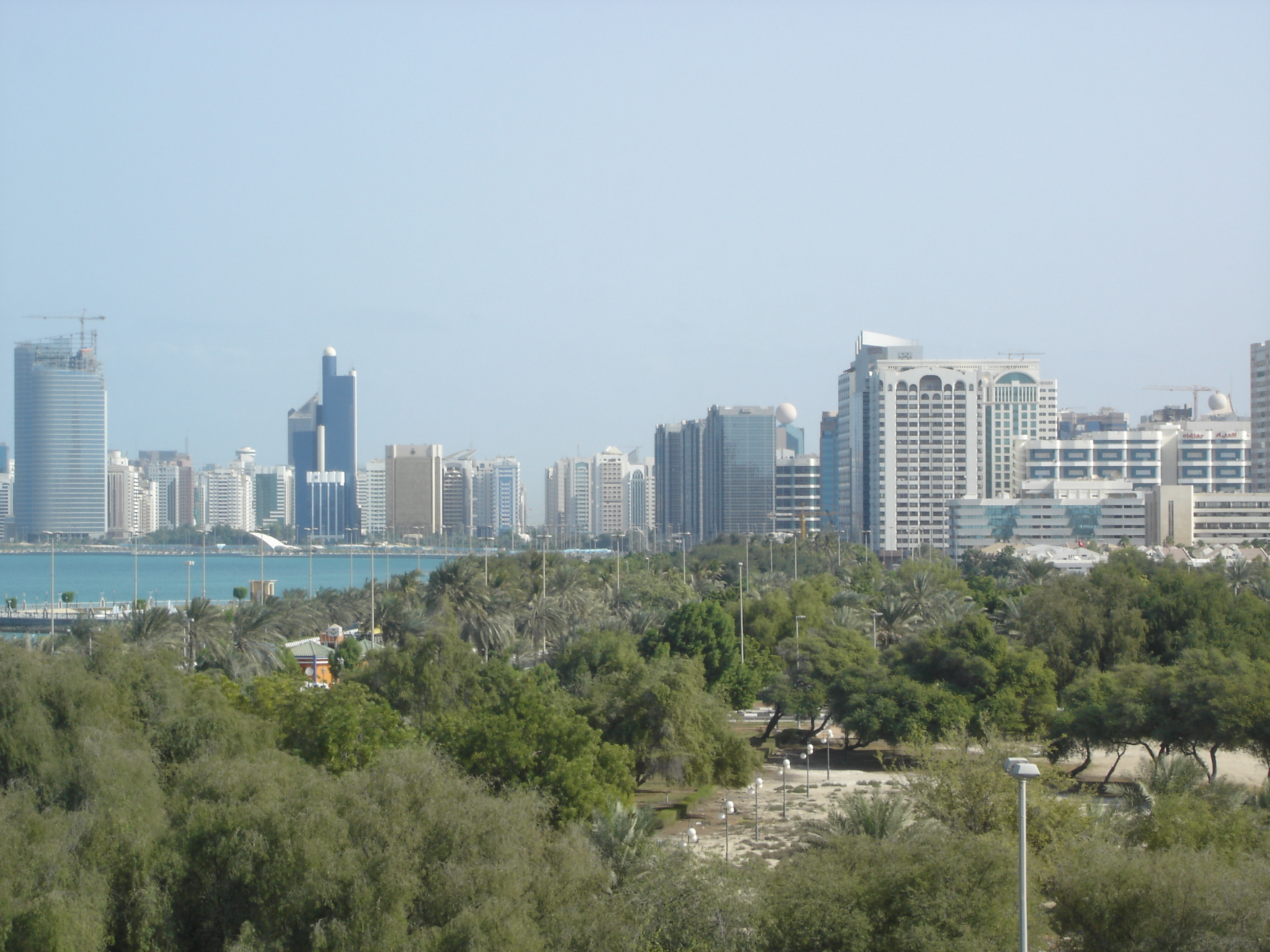
Центр города

Морской глубоководный порт Заид. Международный аэропорт.

Международный аэропорт Абу-Даби

Основным видом транспорта является такси. Есть автобусная сеть, часть остановок кондиционирована. С Центрального автовокзала автобусы идут как в города, подчинённые Абу-Даби (Аль-Айн, Медина Заед), так и в другие эмираты. Ожидается массовое расширение общественного транспорта в рамках генерального плана наземного транспорта 2030 года. Ожидается, что появятся 130 км (81 миля) метро и 340 км (210 миль) трамвайных путей и / или автобусных маршрутов быстрого маршрута (BRT). В городе — широкие улицы с современным дорожным покрытием и трёхполосным движением в каждую сторону. Обычно с севера на юг тянутся Дороги (англ. Roads), с запада на восток — Улицы (англ. Streets). Посередине улиц идёт разделительная полоса, которая обычно засажена пальмами.

## Экономика
Экономическое положение Абу-Даби определяется тем, что город является административным, финансовым и транспортным центром крупного нефтегазодобывающего региона с развитой сферой услуг и значительным государственным сектором в экономике.
В пригороде Абу-Даби Умм-энн-Наре действует крупный нефтехимический комплекс. Экспорт нефти частично осуществляется через порт Абу-Даби Заид. В другом пригороде, Эль-Муссафахе, находятся цементный, трубопрокатный и судостроительный заводы. Производятся также пластмассы, мебель, медицинские инструменты.
В городе — ряд финансовых учреждений: международная фондовая биржа, товарная биржа, биржа финансовых фьючерсов, клиринговая палата, крупные банки (в том числе Национальный банк Абу-Даби).

## Архитектура и достопримечательности

### Планировка и застройка
Основная деловая жизнь города — правительственные учреждения и офисы крупных компаний — сосредоточена в северной части Абу-Даби в нескольких кварталах, примыкающих к красивейшей набережной города — Корниш протяжённостью 7 км. Эта часть города довольно плотно застроена современными высотными зданиями и небоскрёбами, за что Абу-Даби был прозван «Манхеттеном Ближнего Востока». Остальная часть города — это виллы и таунхаусы для обеспеченных горожан. В городе свыше 20 озеленённых территорий и парков, для орошения которых используются опреснительные установки. Современный вид город получил ещё в 80-х годах XX века, гораздо раньше Дубая, который начал догонять и обгонять Абу-Даби в благоустройстве и строительстве гораздо позже. В настоящее время власти Абу-Даби имеют не менее амбициозные планы, чем Дубай, в числе них строительство метро и застройка целого острова Саадият, расположенного в северо-восточной части города.

### Достопримечательности
Одна из главных достопримечательностей — мечеть шейха Зайда, одна из крупнейших в мире и крупнейшая в ОАЭ. В 2017 году открылся художественный музей Лувр Абу-Даби (Louvre Abu Dhabi). На набережной Корниш находится отреконструированная верфь, где изготавливаются арабские деревянные лодки (доу). Здесь же можно увидеть и форт Эль-Хусн — одно из немногих дошедших до нас архитектурных сооружений старого Абу-Даби; ныне здесь Центр документации и исследований, где хранится архив эмирата.
Среди других достопримечательностей:
- Ferrari World — первый тематический парк Ferrari, крупнейший в мире парк развлечений, расположенный в помещении.
- Al Bahar — парные башни-небоскрёбы с уникальным «подвижным» фасадом.
- Capital Gate — падающая башня.
- Aldar HQ — круговой небоскрёб.

В центре города находится также ряд современных мечетей и фонтанов («Далла», «Жемчужины», «Летящие лебеди» и др).
В городе раз в два года проводится международная выставка вооружений IDEX. На нефтяной выставке туристы могут ознакомиться с видео- и аудиоматериалами по истории региона. Близ города находится культурно-этнографическая деревня Эль-Муссафах, где представлен традиционный уклад жизни страны; по выходным и праздничным дня туристы могут увидеть здесь представления арабских национальных песен и танцев. Привлекают гостей города и изделия традиционных промыслов — ткачества, прядения и вышивки.

## Социальная сфера

### Спорт
С 2009 года на трассе Яс Марина, находящейся на искусственно намытом острове и спроектированной немецким архитектором Германом Тильке, проходят этапы Формулы-1 — Гран-при Абу-Даби. В 2009 году это был последний этап сезона, и первым в истории победителем «Гран-При Абу-Даби» стал немец Себастьян Феттель.
С 9 по 19 декабря 2009 года на стадионах Абу-Даби «Шейх Зайд» и «Мохаммед бин Зайд» прошли матчи клубного чемпионата мира по футболу 2009. В финале испанская «Барселона» в дополнительное время переиграла аргентинский «Эстудиантес» со счётом 2-1.
В Абу-Даби базируются спортивный клуб «Аль-Джазира» (футбол, гандбол, волейбол, плавание, боулинг), футбольный клуб «Аль-Вахда». «Аль-Вахда» четыре раза был чемпионом ОАЭ (1999, 2001, 2005, 2010). Футбольный клуб «Аль-Джазира» в сезоне 2008/09 занял второе место в чемпионате страны, одержав 17 побед в 22 матчах, и лишь на 1 очко отстав от дубайского «Аль-Ахли».

### Образование
В городе находится несколько крупных учебных заведений, в том числе Высший технологический колледж, университет имени шейха Заида. В Абу-Даби располагается Публичная библиотека ОАЭ.

## Города-побратимы
- Брисбен, Австралия
- Вифлеем, Государство Палестина
- Джакарта, Индонезия
- Зонгулдак, Турция
- Икике, Чили
- Исламабад, Пакистан
- Мадрид, Испания
- Минск, Беларусь (2007)[18]
- Никосия, Кипр
- Роскилле, Дания
- Хьюстон, США (26 октября 2002)[19]